# DivX
DivX је тип AVI codec-a (кодер/декодер) заснован на MPEG-4 стандарду компресовања видео записа. DivX је измишљен 1999. и користи га око 200 милона људи. DivX је комерцијални codec који је развио DivXNetworks и који постоји у две верзије: обичној и професионалној (Pro). Обична је бесплатна и не нуди напредније опције кодирања, док се професионална верзија наплаћује, али даје бољи квалитет. Најважнија карактеристика DivX-а је висок ниво компресовања уз релативно низак губитак квалитета слике. Данас су на тржишту уобичајени DVD апарати који су способни да декодирају податке у DivX формату, тако да није потребно поседовати рачунар да би се могао погледати филм у DivX формату.